# 嫌疑犯X的獻身 (2008年電影)
《嫌疑犯X的獻身》是根據《嫌疑犯X的獻身》小說改編，以物理學家湯川學為主角的短篇小說《偵探伽利略》《預知夢》的電視劇「神探伽利略」劇場版，主演和幕後製作班底都和電視劇相同。 是月九電視劇繼「西遊記」和「律政英雄」之後第三個電影化的作品。2008年初開始拍攝，同年10月4日上映。另外電影公映當日，富士電視台播放了「神探伽利略」的特別篇「神探伽利略Φ」。
本片是福山雅治首次擔任電影的男主角，故事基本上忠於原著。雖然本片是承接電視劇的電影版，但是電視劇中的原創角色出現不多，在電視劇中湯川寫下方程式進行推理的場面也沒有出現，跟電視劇的表現方式頗有差距。和原著最大的不同是增加了湯川和石神爬雪山，並在雪山上對峙的劇情。
2008年10月4日在日本上映，並由與電視劇《神探伽利略》相同的演員主演。同年12月24日在台灣上映。本片亦被提名2009年香港電影金像獎最佳亞洲電影獎。
2009年12月29日和「神探伽利略Φ」一起以「兩晚連續伽利略特別篇」為題在電視上連續播放，收視率為17.3%。
2023年為了紀念在台上映15周年，和續作《真夏方程式》於10月13日共同回歸大銀幕，進行經典重映。

## 主演
- 湯川學 - 福山雅治
- 内海薫 - 柴崎幸
- 草薙俊平 - 北村一輝
- 石神哲哉 - 堤真一
- 花岡靖子 - 松雪泰子
- 花岡美里 - 金澤美穗（日语：金澤美穂）
- 栗林宏美 - 渡邊一惠
- 弓削志郎 - 品川祐（日语：品川祐）
- 城之内櫻子 - 真矢美季
- 富樫慎二 - 長塚圭史
- 工藤邦明 - ダンカン（Dankan）
- 村瀬健介 - 林剛史
- 小淵澤隆史 - 福井博章
- 森英太 - 伊藤隆大
- 渡邊美雪 - 高山都
- 谷口紗江子 - 葵
- 平原瑤子 - 小松彩夏
- 「扇屋」老闆娘 - 福井裕子
- 業餘棒球的督導員- Lily Franky（友情演出）
- 八木亞希子 - 本人飾演
- 有薗文雄 - 石坂浩二（特別演出）
- 葛城修二郎 - 益岡徹
- 柿本純一 - 林泰文

## 製作人員
- 原作 - 東野圭吾《嫌疑犯X的獻身》（文藝春秋刊）
- 企劃 - 大多亮
- 劇本 - 福田靖
- 音樂 - 福山雅治、菅野祐悟
- 導演 - 西谷弘
- 總製作 - 龜山千廣
- 監製 - 清水賢治、畠中達郎、細野義朗
- 製作 - 鈴木吉弘、臼井裕詞、牧野正、和田倉和利
- 副製作人 - 大西洋志、菊地裕幸
- 攝影 - 山本英夫
- 燈光 - 小野晃
- 美術 - 部谷京子
- 整音 - 瀨川徹夫
- 錄音 - 藤丸和德
- 剪輯 - 山本正明
- 製作委員會 - 富士電視台、Amuse、STARDUST PICTURES、FNS27社
- 製作公司 - Cinebazar
- 映像制作 - 東寶映像美術
- 發行 - 東寶

## 歌曲
- 主題歌 - KOH+「最愛」（作詞·作曲：福山雅治／編曲：福山雅治、井上鑑） (NAYUTAWAVE RECORDS)
- 劇中歌 - 福山雅治「99」（作曲：福山雅治／編曲：福山雅治、井上鑑） (UNIVERSAL J)

## 電影評價
- 2008年 第32回日本電影金像獎「日本電影金像獎 最優秀作品獎」：嫌疑犯X的獻身　入圍
- 2008年 第32回「日本電影金像獎 最佳男配角獎」：堤真一　入圍
- 2008年 第32回「日本電影金像獎 最佳女配角獎」：松雪泰子　入圍
- 2008年 第32回「日本電影金像獎 話題獎－作品類」：嫌疑犯X的獻身　獲獎

## 外部連結
- 互联网电影数据库（IMDb）上《嫌疑犯X的獻身》的资料（英文）
- 豆瓣电影上《嫌疑犯X的獻身》的資料 （简体中文）
- 时光网上《嫌疑犯X的獻身》的資料（简体中文）